# ニコライ・レエク

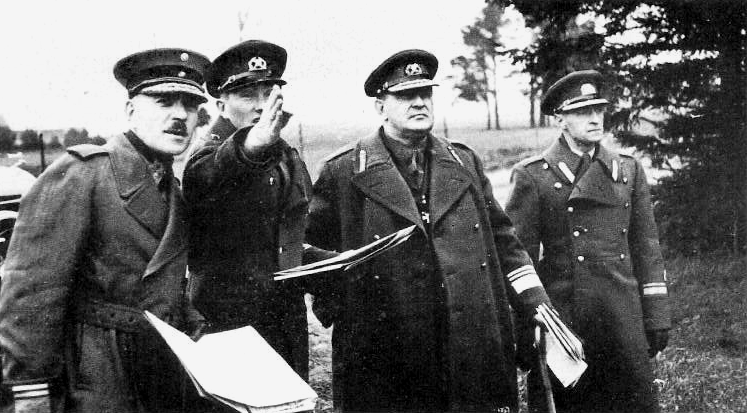
フィンランド軍参謀総長レンナルト・オシュ（左端）と秘密会合を行うレエク（右から二人目）1938年10月

ニコライ・レエク（Nikolai Reek　1890年 - 1942年）は、エストニアの軍人。中将。エストニア軍参謀総長、国防相を歴任。

## 略歴
タリン出身。1910年、チュグエフ軍事学校を卒業。参謀将校として第一次世界大戦に従軍し、1917年、参謀本部アカデミーを卒業。1918年2月、エストニア軍参謀長、中佐。
解放戦争時、第5歩兵連隊長、第1、第3師団及びヴィルスク戦線の参謀長を歴任。解放戦争末期、大佐に昇進し、エストニア軍で唯一自由十字章を3個受賞した。
1920年～1923年、軍事学校総監。1923年～1925年、フランスの軍事アカデミーに留学。1925年～1926年、参謀総長、1926年～1927年及び1929年～1934年、第2師団長を務める。1927年～1928年、テエマント及びトィニソン政権で国防相を務め、1934年～1939年、参謀総長となり、1938年まで国防次官を兼任した。1938年2月、中将に昇進。
1939年～1940年、国防相となるが、1940年6月22日に退役させられ、間もなく逮捕。1941年8月、ソ連に連行され、ウソリスキー・ラーゲリ（モロトフ州）で死去。